# Непрохані гості (фільм, 1959)
«Непрохані гості» (ест. Kutsumata külalised) — радянський шпигунський фільм 1959 року, знятий на кіностудії «Талліннфільм» режисером Ігорем Єльцовим за сценарієм Генріха Боровика. Один із лідерів кінопрокату СРСР, фільм переглянули 26,1 мільйона глядачів.

## Сюжет
1950-ті роки. До Радянської Естонії повертаються четверо емігрантів-естонців зі Швеції, завербованих Західною секретною розвідкою. Труднощі у диверсантів починаються вже на кордоні, де їм доводиться вирішувати долю пораненого, їх залишається троє. Їм вдається розійтися своїми явками. Керівнику групи Варі, який зупинився у знайомої дівчини Хільди, якій він видав себе за великого інженера, що прибув з Уралу, вдається завербувати її нареченого Ернста. Іншим агентам — Вальтерові, який приходить на хутір до брата Андреса, та Фреді, який зупиняється у лісника Репса, щастить менше — підтримки у них диверсанти не знаходять… і невдовзі на їхній слід виходять органи держбезпеки.

## У ролях
- Рейн Арен — Ернст Ліхмус
- Хіля Варем — Хільда Яарвінг
- Хейно Мандрі — Варі/Харрі, шпигун
- Вальдо Труве — Фреді, шпигун
- Юрі Ярвет — Оскар Вальтер, шпигун
- Антс Лаутер — полковник Кікас
- Антс Ескола — Окс
- Каарел Карм — Хуберг
- Гуго Лаур — Репс, лісник
- Волдемар Пансо — доктор
- Айно Тальві — мати Хільди
- Олев Ескола — майор держбезпеки
- Рудольф Нууде — Андрес, брат Вальтера
- Лізл Ліндау — Аліді
- Лариса Лужина — співачка нічного кабаре
- Сергій Мартінсон — епізод
- Арнольд Сіккел — епізод
- Гунар Кілгас — епізод

## Знімальна група
- Автор сценарію: Генріх Боровик
- Режисер: Ігор Єльцов
- Оператор: Володимир Парвель
- Художник: Халья Клаар
- Композитор: Ейно Тамберґ, Яан Ряатс

## Фестивалі та нагороди
- 1960 — II Кінофестиваль прибалтійських союзних республік, Білорусі та Молдови — премія за кращу епізодичну роль акторові Гуго Лаур.